# Ladislau Mokos
Ladislau Mokos (ur. 9 października 1931 w Oradei) – rumuński koszykarz. Reprezentant kraju na igrzyskach olimpijskich w 1952 w Helsinkach. Na igrzyskach olimpijskich zagrał w obu meczach, w meczu z Kanadyjczykami zdobył dwa punkty.